# Jákfalva
Jákfalva là một thị trấn thuộc hạt Borsod-Abaúj-Zemplén, Hungary. Thị trấn này có diện tích 9,06 km², dân số năm 2010 là 510 người, mật độ 56 người/km².